# 西大和団地
西大和団地（にしやまとだんち）は、埼玉県和光市の町丁。現行行政地名は西大和団地のみ。丁番の設定はない。住居表示実施地区。郵便番号は351-0105。由来となった団地西大和団地についても述べる。

## 地理
埼玉県の南西部地域で、和光市の南部に位置する。西大和団地が建ち並ぶエリアが地名として独立した。「団地」の付く地名は、埼玉県内では同じ和光市の諏訪原団地、越谷市の流通団地のみである。

## 歴史
- 1969年（昭和44年） - 住居表示が実施され、大字白子、大字下新倉、大字新倉の各一部から西大和団地が成立する[2]。地名は当地に立地する西大和団地に因む[3]。

## 小・中学校の学区
市立小・中学校に通う場合、学区（校区）は以下のとおりとなる。
| 区域          | 小学校             | 中学校             | 備考                         |
| ------------- | ------------------ | ------------------ | ---------------------------- |
| 1番〜4番、6番 | 和光市立第四小学校 | 和光市立第二中学校 | 和光市立広沢小学校も選択可能 |
| 5番           | 和光市立広沢小学校 | 和光市立第二中学校 | 和光市立本町小学校も選択可能 |

## 交通

### 鉄道
地域内に鉄道は敷設されていない。

### 道路
- 東京外環自動車道 - 大半は地下で通過
- 桃手通り
- 公園通り

## 施設
- 西大和団地
- 西大和郵便局
- 朝霞警察署西大和連絡派遣所（旧西大和交番）

## 団地としての西大和団地
1965年（昭和40年）に完成した団地である。市制（1970年）施行前は大和町であり、その西側にあることから西大和という名称となった。
一部建て替え工事が行われている。